# Andy Emler
Andy Emler, né le 12 mars 1958 à Paris, est un pianiste, organiste, improvisateur, chef d'orchestre et compositeur de jazz français. Il est le fondateur du MegaOctet, un big band de jazz à géométrie variable, qui offre un cadre propice aux musiciens improvisateurs issus à la fois du classique, du jazz et du rock.

## Biographie
Andy Emler apprend la musique par l'étude du piano classique. En 1966, à l'âge de huit ans, il rencontre Marie-Louise Boëllmann, fille de l'organiste et compositeur Léon Boëllmann, élève et gendre de Gustave Lefèvre l'un des fondateurs de l'École Niedermeyer de Paris, qui devient son professeur de piano jusqu'en 1975. Elle lui apprend la lecture et la technique instrumentale, mais surtout le goût de la musique et de l'improvisation musicale. 

### Les débuts
En 1976, il monte un groupe de rock du nom "Abyose" avec le batteur François Verly, où il se familiarise avec les transcriptions "à l'oreille" et l'improvisation. Il entre au Conservatoire national supérieur de musique et de danse de Paris en 1980 où il approfondit ses études d'harmonie et de contrepoint, et va y rencontrer le pianiste et compositeur de jazz Antoine Hervé. En duo piano-vibraphone, ils remportent tous les deux un Premier prix de contrepoint. Un an plus tard, il suit la classe d'orchestration de Marius Constant. Avec ce maître de la musique improvisée (musique baroque essentiellement) et son ami Antoine Hervé, il fait ses premières rencontres avec le jazz.
En 1984, il entreprend des recherches sur l'improvisation et crée le Andy Emler Quintet avec Marc Ducret (g), François Verly (d), François Chassagnite (t) et Philippe Talet (b), qui amènent de nouveaux principes d'écriture : des tableaux remplacent les partitions. En parallèle, il intègre comme pianiste le big band d'Antoine Hervé pendant deux ans. En 1985, Andy Emler rencontre Michel Portal avec qui il travailleront pendant dix ans ; il se produisent ensemble dans le big band d'Antoine Hervé en 1984 et 1985.
En 1986, il est membre du premier Orchestre national de jazz (ONJ) sous la direction de François Jeanneau. Il y compose deux pièces : Superfrigo et Motorcycle Nana.

### Le MegaOctet
En 1989, la candidature d'Andy Emler à la direction de l'ONJ est refusée. Chargé de ses influences rock, pop, chanson, jazz, musique contemporaine, il crée alors son propre big band, le Andy Emler MegaOctet, avec le chanteur basque Beñat Achiary, le guitariste Nguyên Lê, le tubiste et tromboniste Michel Massot (en), les saxophonistes Philippe Sellam, et Simon Spang-Hanssen (de), le contrebassiste François Moutin, le batteur Tony Rabeson, et le percussionniste François Verly.
Le MégaOctet tient son nom du fait qu'il est composé de neuf musiciens, « Un de plus que l'octet normal », et fait référence à l'unité de mesure en informatique. 
La présentation du MegaOctet a lieu en 1989 sur la scène des Gémeaux à Sceaux. Pendant plus de quinze ans, le MegaOctet travaillera dans une relative indifférence des programmateurs, et c'est finalement en 2008 qu'il obtient le succès critique et public avec un grand nombre de prix et de récompenses (voir ci-dessous).
La composition des neuf musiciens du MegaOctet change au gré des années : plus électrique à ses débuts, le big band est devenu plus acoustique, mais toujours jovial et énergique ; venus du rock, du thrash metal, du jazz, de la pop ou de la musique contemporaine, près de cent musiciens de différents pays ont participé au MegaOctet depuis ses débuts. On peut citer la présence remarquée de Médéric Collignon à la voix en remplacement de Beñat Achiary, celles de François Thuillier au tuba en remplacement de Michel Massot, Thomas de Pourquery à la place de Simon Spang-Hanssen (de), Claude Tchamitchian à la place de François Moutin.

### Autres formations et activités
Parallèlement au MegaOctet, Andy Emler se produit avec différentes formations et musiciens tels que le quartet de François Jeanneau, le quartet de David Liebman, Michel Portal, Joachim Kühn, Daniel Humair, Denis Leloup, Laurent Dehors, Philippe Sellam, Trilok Gurtu, ou les Percussions de Strasbourg. 
Il mène une activité de pédagogue avec l'association La Scène et Marnaise de création musicale et le POM (Putain d'Orchestre Modulaire) codirigé par Andy Emler, François Jeanneau et Philippe Macé), en formant des professeurs de conservatoires à l'improvisation, favorisant la création de passerelles entre la musique classique et le jazz. 
Depuis 2009, Andy Emler officie parfois sur l'orgue de l'Abbaye de Royaumont, après avoir appris à travailler sur cet instrument pendant un an. Il habite à Lésigny (Seine-et-Marne) où il jouait au début des années 1980 avec l'équipe locale de basket-ball.
Entre 2012 et 2014 il reçoit de nombreuses commandes pour ensemble de musique de chambre (Nomos, 12 violoncelles, duos de percussions, 2 quatuors de saxophones pour Morphing, quatuor à cordes et tuba...) et différents orchestres tels que l'orchestre Dijon Bourgogne et les étudiants du PESM, et des orchestres d'harmonies (festival Musica 2015) 
Il crée en juin 2015 le triple concerto « Un été malmené » pour trio jazz et l'orchestre national de Lille sous la direction de Jean-Claude Casadesus.
Il participe à l’élaboration du rapport Lockwood, remis en juin 2016.

### Écriture
2013
- Voyage avec Maurice, 9 pièces « à la manière de » Maurice Ravel
- 10 ans devant, commande pour bois, cuivres et percussions
- 7 for 2, pour deux percussions et électronique
- 102, Quai de Jemmapes, commande pour un ensemble de dix-neuf musiciens
- Obsession 3, six pièces pour le MegaOctet, commande de la WDR
- Tubastone 12023, pour tuba et quatuor à cordes
- Un printemps dans l’assiette, pour quatuor de cuivres
- Back and Force, pièce pour euphonium et piano
- Woods in Front, miniature pour cinq bois
- Garçon… Un double !, pour quatuor à cordes, quatuor de cuivres, euphonium et piano

2014
- Dynamos 1, pour l’ensemble de violoncelles « Nomos »
- Freedom Blow, pour le quatuor de saxophones « Morphing »
- Final pour tous, pour deux percussions clavier, 10 violoncelles, quatuor de saxophones, saxophone alto et piano
- Six Sounds for J, pour deux clavecins
- Free Mind’s Prayer, pour six voix a cappella, ensemble « Opus Jam »
- 1st Warning – Two for Teen, deux pièces pour le « Royal Dynamo Big band »
- Sphinx 1, miniature pour guitare électrique
- Sphinx 2, miniature pour guitare électrique
- Ah ! c’est 2, pour C melody saxophone et piano
- How to Be Together, commande de l’Orchestre Dijon Bourgogne et vingt étudiants du Pesm[Quoi ?]
- Un été malmené, concerto pour le trio ETE et l’Orchestre de Lille
- La grande fête retrouvée, commande pour un ensemble de treize musiciens

2015
- Ciel de sable, concerto pour piano et orchestre commande de l’orchestre Victor Hugo Franche Compté
- Un riche, trois pauvres et autres aventures urbaines, commande de musique de scène par Miguel Borras
- 4 chansons d’Élise Caron, pour cordes bandonéon et piano (commande du Triton)
- T’as pas samba !, commande du festival Musica pour l’ensemble Accroche notes
- Snakes and Ladders, pièce pour Serpent et orgue
- 3360 Syrinx, pièce pour chœur violoncelle et piano (commande de l’association Syrinx)
- Quimper gagne !, pièce pour voix et orgue
- Le Fun des Oufs !,  commande du festival Musica pour 4 orchestres d’harmonies et 4 solistes sur un livret de Michel Musseau
- Back and Force Mâäk, pour l’orchestre MikMâäk (16 instrumentistes)
- Back and Force, pour « L’Elephant Tubahorde »
- Charlie’s Angels, 4 pièces pour piano (commande du Triton)

2016
- Histoire d’un instant, commande pour l’ensemble instrumental « Unisons », direction Jean-Louis Vicart
- Mystery bag, 7 pièces pour le MegaOctet
- Crazy chronics, commande pour l’ensemble instrumental « Unisons », direction Jean-Louis Vicart
- 2 Glimpses, pour contrebasse solo
- A one night tail, pour guitare classique
- Un chemin de traverse, pour le quatuor de clarinettes « Vendôme »
- Groovin’ hope, commande pour accordéon solo pour Pascal Contet
- 2 pièces pour cor des alpes et accordéon
- The five o’ clock train, pour guitare électrique
- How ya all doin’, pour l'Ensemble instrumental de Malakoff
- 7 danses pour ensembles CRL10
- Identité sonore FIP 2016
- Allons chercher tous les amis, commande pour chœur du Festival voix sur berge »
- Running Backwards, répertoire pour le trio ETE+ Marc Ducret
- Hopenfield,  pour les ateliers musicaux Syrinx (70 musiciens)
- Tuba libre, pour tuba et beat box (pièce de concours du CNSM)

## Discographie
Andy Emler MegaOctet :
- 1990 : MegaOctet, Label Bleu
- 1992 : Headgames, Label Bleu
- 2004 : Dreams in tune, Nocturne
- 2007 : West in peace, Nocturne
- 2009 : Crouch, touch, engage, Naïve Records, CD et DVD
- 2012 : E Total, La Buissonne, CD et DVD

Emler, Tchamitchian, Echampard trio :
- 2003 : Tee Time, In Circum Girum
- 2005 : A quelle distance sommes-nous?, In Circum Girum
- 2014 : Sad and beautiful, La buissonne

Autres :
- 1982 : Andy Emler + Antoine Hervé : Horizons
- 1985 : Andy Emler Quintet : Lightin'
- 1985 : Antoine Hervé Big Band : Tutti
- 1986 : Orchestre national de jazz - François Jeanneau : 86, Label Bleu
- 1987 : Michel Portal : Turbulences
- 1989 : François Jeanneau : Taxiway
- 1990 : Marc Ducret : Gris
- 1991 : Marius Constant : Quatre concertos
- 1992 : François Jeanneau : Maloya Transit
- 1993 : Michel Portal : Any Way
- 1995 : Trilok Gurtu : Crazy Saints
- 1995 : Trilok Gurtu : Bad Habits Die Hard
- 1996 : Trilok Gurtu : The Glimpse
- 1996 : Michel Portal : Musiques de cinémas
- 1997 : Le POM, Pee Wee Records
- 1998 : Andy Emler + Philippe Sellam Duo, Pee Wee Records
- 1998 : Ensemble Aleph : Arrets fréquents
- 1999 : Sombritude, en quintet avec Stéphane Belmondo et David Liebman
- 2000 : Estramadure, le POM, Pee Wee Records
- 2001 : Larry Coryell : Crossing Borders
- 2003 : Andy Emler, Pascal Contet : Bouts de souffles, In Circum Girum
- 2003 : Gebhard Ullmann (de) : Big Band Project
- 2008 : Andy Emler solo : For Better Times, Studio La Buissonne
- 2011 : Andy Emler : Pause, Naïve Records
- 2013 : Andy Emler : My own Ravel
- 2014 : Andy Emler : Présence d'ésprits : Megaoctet + ArchiMusic + Elise Caron, label Signature radio France
- 2015 : Andy Emler : Tubafest avec François Thuillier label La Buissonne
- 2020 : Andy Emler : No solo avec Ballaké Sissoko, Claude Tchamitchian, Hervé Fontaine, Naïssam Jalal, Phil Reptil, Nguyên Lê, Aïda Nosrat, Thomas de Pourquery, Aminata "Nakou" Drame, Géraldine Laurent, Rhoda Scott; label La Buissonne[8]

## Filmographie
- 2004 : Andy Emler "On Air : trio, MegaOctet + Marc Ducret, In Circum Girum
- 2012 : Chilhood journeys : MegaOctet avec les Percussions de Strasbourg au Jazzdor Festival
- 2013 : Zicocratie, long métrage documentaire de Richard Bois sur "E total" du MegaOctet
- 2014 : Chauve Power Andy Emler et Thomas de Pourquery à Banlieues Bleues par La 8 Productions

## Récompenses du MegaOctet
- 2006 : Prix Sacem de la création
- 2007 : Prix de l'Académie du jazz pour le CD " West in Peace" du MegaOctet
- 2008 : Victoires du jazz dans la catégorie Artiste ou formation instrumentale française de l'année
- 2008 : Djangodor
- 2008 : Choc de l'année Jazzman, Disque d'émoi JazzMag, pour l'album West in Peace.
- 2009 : Choc de l'année Jazzman-Jazzmag pour l'album Crouch, Touch, Engage.
- 2010 : Victoires du jazz pour l'album Crouch, Touch, Engage.
- 2010 : Djangodor, catégorie meilleur spectacle vivant

## Autres récompenses
- Prix du syndicat de la critique 2013 : meilleur compositeur de musique de scène pour Ravel de Jean Echenoz, mise en scène d'Anne-Marie Lazarini (Artistic Athévains).
- 2014 : Chevalier de l'ordre des Arts et des Lettres
- 2017 : Coup de coeur Jazz et Blues 2017 de l'Académie Charles-Cros pour Running Backwards, proposé le 20 novembre 2017 lors de l’émission Open Jazz d’Alex Dutilh sur France Musique[9].
- 2019 : Coup de cœur Jazz et Blues 2019 de l'Académie Charles-Cros avec David Liebman pour Journey Around the Truth, annoncé le 14 janvier dans l’émission Open Jazz d’Alex Dutilh sur France Musique[10].